# جيزينه فالتر
جيسين والتر (بالألمانية: Gesine Walther)‏ (و. 1962  م) هي منافسة ألعاب القوى من ألمانيا، وألمانيا الشرقية، ولدت في فايسنفلس.

## جوائز
حصلت على جوائز منها:
- ترتيب الاستحقاق الوطني الذهبي.

## روابط خارجية
- جيزينه فالتر على موقع الاتحاد الدولي لألعاب القوى (الإنجليزية)
- جيزينه فالتر على موقع أوليمبيديا (الإنجليزية)